# Magazin virtual
Un magazin virtual, magazin online sau magazin electronic (e-shop), este un website de comerț electronic destinat vânzării de produse și servicii. În cele mai multe dintre cazuri, magazinul online reprezintă o platformă pe care sunt adăugate produse. Aceste produse pot fi accesate și cumpărate cu ajutorul cărții de credit. Pe magazinele online complexe utilizatorii pot selecta modalitatea de plată: card de credit, transfer bancar, ramburs și modalitatea de transport: poștă, curier, avion etc.
În general, magazinele online permit cumpărătorilor să utilizeze funcții de căutare pentru a găsi modele, mărci sau elemente specifice. Clienții online trebuie să aibă acces la Internet și la o metodă de plată valabilă pentru a încheia o tranzacție, cum ar fi un card de credit, o cartelă de debit activată Interac sau un serviciu, cum ar fi PayPal. Pentru produsele fizice (de ex. Cărți tipărite sau haine), e-tailer livrează produsele către client; pentru produse digitale, cum ar fi fișiere audio digitale de cântece sau software, e-tailer trimite de obicei fișierul către client prin Internet. Cea mai mare dintre aceste corporații online de vânzare cu amănuntul sunt Alibaba, Amazon.com și eBay.

## Istoric
Una dintre cele mai vechi forme de tranzacționare desfășurate online a fost procesarea tranzacțiilor online a IBM (OLTP) dezvoltată în anii 1960 și a permis prelucrarea tranzacțiilor financiare în timp real. Sistemul de rezervare a biletelor computerizat dezvoltat pentru American Airlines, numit Semi-Automatic Business Research Environment (SABRE), a fost una dintre aplicațiile sale. Aici, terminalele de calculatoare situate în diferite agenții de turism au fost conectate la un mare calculator mainframe IBM, care procesa simultan tranzacțiile și le coordona astfel încât toți agenții de turism să aibă acces la aceleași informații în același timp.
Apariția de cumpărături on-line, după cum știm astăzi, s-a dezvoltat odată cu apariția internetului. Inițial, această platformă funcționa doar ca un instrument publicitar pentru companii, oferind informații despre produsele sale. Acesta a avansat rapid de la acest utilitar simplu la tranzacția reală de cumpărături online datorită dezvoltării de pagini web interactive și de transmisii securizate. În mod specific, creșterea Internetului ca un canal de cumpărături securizate s-a dezvoltat începând cu anul 1994, cu primele vânzări ale albumului Sting "Ten Summoner's Tales". În curând au urmat vinuri, ciocolate și flori și s-au numărat printre categoriile de comerț de pionierat care au contribuit la creșterea cumpărăturilor online. Cercetătorii au constatat că utilizarea unor produse adecvate pentru comerțul electronic a fost un indicator cheie al succesului pe Internet. Multe dintre aceste produse au făcut ca ele să fie produse generice pe care cumpărătorii nu trebuiau să le atingă și să le simtă pentru a le cumpăra. Dar, de asemenea, important, în primele zile, erau puțini cumpărători online și erau dintr-un segment îngust: bogat, bărbat, 30+.

## Software specific
Magazinul virtual are ca scop prezentarea și vinderea unor produse. Există posibilitatea realizării unor magazine virtuale pe platforme e-commerce software liber ca de exemplu: Open Cart, Magento, Woocommerce, Presta Shop sau SalesForce pentru magazine virtuale enterprise. 
Majoritatea comercianților mari, corporațiile sau brandurile, își dezvoltă propriile departamente de programare web și își creează magazine virtuale folosind soluții e-commerce avansate. Din această categorie amintim: Adidas, Puma, Boss, Nike etc. Astfel de magazine virtuale prezintă o multitudine de instrumente care ajută userii/clienții să ia decizii importante cu privire la comenzile lor.  
Magazinele online avansate au CRM-uri, sisteme de management al clienților. Astfel, magazinele online identifică clienții noi, sau clienții fideli. Majoritatea magazinelor online oferă discounturi clienților fideli, discounturi care se pot face direct, printr-o reducere de preț sau printr-un cupon procentual(de exemplu 10% reducere) sau numeric(de exemplu -40 lei).   
De cele mai multe ori cea mai mare provocare pentru un magazin online este câștigarea încrederii clienților.   
Cu siguranță nu există caracteristici universale sau opțiuni de design care să garanteze succesul unui magazin online, însă există numeroase elemnete esențiale de care trebuie ținut cont la crearea unui magazin online.

## Caracteristici
În continuare vom prezenta câteva caracteristici deziderabile pentru realizarea unui magazin online profitabil. 
1. Scopul principal – vânzarea produselor 
Pentru a scoate în evidență scopul principal al magazinul online, este necesar ca butonul „cumpără” să fie cât mai vizibil pentru vizitatorii site-ului. Butonul „cumpără” este ceea ce face diferența dintre un magazin online sau simpla prezență online a unui brand.
2. Valorifică avantajele produselor tale Scopul unui vânzător online este acela de a convinge clientul că are nevoie de produsele sale. Structurarea produselor sub „oferte speciale” sau „colecție nouă” au deseori impact asupra cumpărătorilor sporind rata de vânzare a produselor.
3. Câștigă încrederea clienților Deseori cumpărătorii online sunt mai atenți la produsele cumpărate și la modul în care aleg să își cheltuie banii. Înainte de a lua decizia de a cumpăra un produs vizitatorii doresc să afle cât mai multe detalii despre produsul dorit, despre procesul de achiziție, modalitățile de plată, serviciul de livrare și garanțiile oferite, aceștia fiind factori decisivi în câștigarea încrederii clienților tăi. Realizează descrieri cât mai detaliate și adaugă poze aferente produselor.
4. Postează-ți „cartea de vizită” – logo Un  logo remarcabil poate fi considerat cartea de vizită a magazinelor online. Când vine vorba de cumpărături online un logo cunoscut este un simbol liniștitor și un element de încredere pentru clienții magazinului tău online.
5. Oferă reduceri, transport gratuit și premii de fidelitate Oamenii sunt atrași, în marea majoritate de reduceri, însă unii sunt interesați de transportul gratuit al produselor, sau de oferirea premiilor de fidelitate. O mulțime de oameni, în perioadele de reduceri, cumpără cu ușurință orice produs care este la preț redus. 
6. Ultimele noutăți Postează mereu ultimele noutăți, perioada de reduceri, sau evenimentele viitoare care dorești să le aduci în atenția clienților, pe pagina de start a magazinului online, facilitând astfel accesul la informație. În plus, în acest mod clienții fideli vor putea urmări produsele noi, fără a fi necesară navigarea prin stocul complet al magazinului tău online.
7. Implementează coșul de cumpărături, panou autentificare și casetă căutare Coșul de cumpărături este o caracteristică esențială pentru toate magazinele online, reprezentată printr-o icoană simbolică. Unele magazine online oferă posibilitatea autentificării pentru clienții deja existenți, unde aceștia pot verifica istoricul comenzilor, sau pot beneficia de oferte speciale sau reduceri la anumite produse. Implementarea în magazinul online a casetei de căutare constituie un avantaj, facilitând accesul la produsele specific căutate.    
8. Afișează metodele de plată acceptate 
Magazinele online folosesc frecvent ca principale metode de plată: cardurile de credit, de debit, în numerar – ramburs, PayPal. Unele magazine online nu acceptă carduri de credit internaționale sau pot exista limitări tehnice de la o metodă de plată, motiv pentru care este important a se cunoaște metodele de plată acceptate; acestea sunt reprezentate sub formă de icoane și sunt afișate pe pagina de start a magazinului online.
9. Link către site-urile de socializare 
Se apreciază că site-urile de socializare sunt cele mai bune surse pentru a obține informații și constituie oportunități excelente pentru promovarea produselor magazinelor online. De asemenea, cu ajutorul site-urilor de socializare magazinele online pot aduce în atenția clienților ultimele noutăți.
10. Utilizează indicatori de credibilitate 
Indicatorii de credibilitate sunt reprezentați prin imagini mici sau logo-uri care conferă vizitatorilor o garanție în ceea ce privește securitatea tranzacțiilor efectuate la nivelul magazinului tău online. Prezența acestor indicatori constituie un avantaj, clienții fiind asigurați de protecția datelor cu caracter personal.
11. Număr de contact vizibil și suport tehnic prin chat Numărul de telefon trebuie să fie vizibil pe fiecare pagină în parte a magazinului online, cumpărătorul având astfel posibilitatea contactării directe a vânzătorului. Apreciat de către cumpărători este și suportul tehnic oferit sub formă de chat, unde aceștia pot cere informații privitoare la produse și pot lua legătura cu echipa tehnică pe durată desfășurării programului de lucru a magazinului online.
Pe lângă aceste caracteristici, designul „curat”, adaptat magazinului online, meniurile reprezentative și ușor accesibile, recenziile primite din partea clienților, vor contribui în a crea o mai bună reputație pentru magazinul online. Oamenii, de cele mai multe ori, se decid în scurt timp dacă le place sau nu un magazin online, motiv pentru care trebuie captat interesul acestora în primele secunde de la accesarea site-ului, în caz contrar vizitatorii vor găsi un alt magazin online, sau o altă pagină web mai atractivă.

## Magazine virtuale în domeniul modei
Conform unei cercetări online realizate în noiembrie 2018 de motorul de căutare de modă GLAMI, 38.2% dintre consumatorii români preferă să cumpere din magazine virtuale, marea majoritate optând pentru magazinele fizice (61.8%). În ceea ce privește posibilele avantaje ale shopping-ului online, sondajul menționează posibilitatea unui preț mai bun (răspuns ales de 63% dintre respondenți), mai puțin timp investit (50%), varietate mare de stiluri (49%), disponibilitate constantă, de oriunde (43%), ușor de găsit mărimi (30%).
Conform sondajului, 13% dintre consumatori cumpără de pe magazine virtuale internaționale. Principalele motive care împiedică consumatorii să cumpere din magazine virtuale străine sunt perioada lungă de livrare (47%), costuri mari pentru livrare (32%) sau retur complicat (31%).